# Estació de Son Fuster Vell
L'estació de Son Fuster Vell és una estació del metro de Palma. Fou posada en servei el 25 d'abril de 2007.
És una estació soterrada amb andanes laterals.
| Procedència/Destinació               | <                       | Línia | >            | Procedència/Destinació |
| ------------------------------------ | ----------------------- | ----- | ------------ | ---------------------- |
| Metro de Palma                       |                         |       |              |                        |
| Estació Intermodal - Plaça d'Espanya | Son Costa - Son Fortesa | 1     | Son Castelló | Universitat            |